# Bust a Nut
Albums de Tesla
Psychotic Supper
(1991) Into The Now
(2004)
Bust a Nut est le quatrième album studio du groupe Tesla. Il est sorti le 23 août 1994 et est produit par Terry Thomas. C'est le dernier album avec le label Geffen Records avant la séparation du groupe.

## Historique
Il a été enregistré à Berkeley (Californie) dans les studios Fantasy et produit par Terry Thomas (producteur de Bad Company notamment).
 Après la sortie de l'album, le guitariste Tommy Skeoch quittera le groupe momentanément pour soigner sa dépendance à la drogue, ce qui étalera la tournée d'août 1994 à fin avril 1996, le groupe jouant parfois en quatuor. Skeoch quittera le groupe qui se séparera jusqu'en 2001.
Bust a Nut se classa à la 20e place du Billboard 200 aux États-Unis où il sera certifié disque d'or.

## Listes des titres
1. The Gate/Invited (Hannon, Keith, Skeoch, Wheat) - 5:36
2. Solution (Keith, Skeoch) - 3:55
3. Shine Away (Hannon, Keith, Skeoch, Wheat) - 6:42
4. Try So Hard (Keith, Wheat) - 5:43
5. She Want She Want (Hannon, Keith) - 5:13
6. Need Your Lovin' (Keith, Luccketta, Skeoch) - 4:18
7. Action Talks (Keith, Skeoch) - 3:48
8. Mama's Fool (Hannon, Keith) - 6:11
9. Cry (Hannon, Keith, Wheat) - 4:58
10. Earthmover (Hannon, Keith) - 4:05
11. Alot to Lose (Hannon, Keith, Wheat) - 5:11
12. Rubberband (Hannon, Keith, Wheat) 4:35
13. Wonderful World (Hannon, Keith, Skeoch) - 3:48
14. Games People Play (South) 4:55 (reprise de Joe South)
15. The Ocean (Page, Plant, Jones, Bonham) (reprise de Led Zeppelin) [Japon uniquement]

## Composition du groupe
- Jeff Keith : chant
- Franck Hannon : guitares et claviers
- Troy Lucketta : batterie, percussion
- Tommy Skeoch : guitares
- Brian Wheat : basse

## Charts & certification

### Album
Charts
| Pays        | Durée du classement | Meilleur classement | Date              |
| ----------- | ------------------- | ------------------- | ----------------- |
| Autriche    | 1 semaine           | 37e                 | 2 octobre 1994    |
| États-Unis  | 9 semaines          | 20e                 | 10 septembre 1994 |
| Royaume-Uni | 1 semaine           | 51e                 | 3 septembre 1994  |
| Suisse      | 3 semaines          | 43e                 | 18 septembre 1994 |

Certifications
| Pays       | Certification | Ventes    | Date         |
| ---------- | ------------- | --------- | ------------ |
| États-Unis | Or            | 500 000 + | 16 mars 1995 |

### Singles
| Single          | Chart                  | Position |
| --------------- | ---------------------- | -------- |
| Mama's Fool     | Mainstream Rock Tracks | 5e       |
| Need Your Lovin | Mainstream Rock Tracks | 19e      |
| Alot to Lose    | Mainstream Rock Tracks | 35e      |